# 12.ª etapa del Giro de Italia 2022
La 12.ª etapa del Giro de Italia 2022 tuvo lugar el 19 de mayo de 2022 entre Parma y Génova sobre un recorrido de 204 km. El vencedor fue el italiano Stefano Oldani del equipo Alpecin-Fenix y el español Juan Pedro López consiguió mantener nuevamente el liderato.

## Clasificación de la etapa
| Parma - Génova | etapa escarpada | (204 km) |

| \| Clasificación de la etapa \| Clasificación de la etapa \| Clasificación de la etapa \| Clasificación de la etapa \| Clasificación de la etapa \| \| Ciclista \| Ciclista \| Equipo \| Tiempo \| \| \| ------------------------- \| ------------------------- \| ---------------------------------- \| ------------------------- \| ------------------------- \| \| 1.º \| Stefano Oldani \| Alpecin-Fenix \| 4 h 26 min 47 s \| \| \| 2.º \| Lorenzo Rota \| Intermarché-Wanty-Gobert Matériaux \| + 0 s \| \| \| 3.º \| Gijs Leemreize \| Jumbo-Visma \| + 2 s \| \| \| 4.º \| Bauke Mollema \| Trek-Segafredo \| + 57 s \| \| \| 5.º \| Santiago Buitrago \| Bahrain Victorious \| + 57 s \| \| \| 6.º \| Wilco Kelderman \| Bora-Hansgrohe \| + 57 s \| \| \| 7.º \| Lucas Hamilton \| BikeExchange-Jayco \| + 57 s \| \| \| 8.º \| Andrea Vendrame \| AG2R Citroën Team \| + 1 min 44 s \| \| \| 9.º \| Rein Taaramäe \| Intermarché-Wanty-Gobert Matériaux \| + 1 min 49 s \| \| \| 10.º \| Pascal Eenkhoorn \| Jumbo-Visma \| + 2 min 55 s \| \| |                   |                                    |                 |
| |                   |                                    |                 |
| Fuente: ProCyclingStats |                   |                                    |                 |
| Clasificación de la etapa |                   |                                    |                 |
| Ciclista | Ciclista          | Equipo                             | Tiempo          |
| 1.º | Stefano Oldani    | Alpecin-Fenix                      | 4 h 26 min 47 s |
| 2.º | Lorenzo Rota      | Intermarché-Wanty-Gobert Matériaux | + 0 s           |
| 3.º | Gijs Leemreize    | Jumbo-Visma                        | + 2 s           |
| 4.º | Bauke Mollema     | Trek-Segafredo                     | + 57 s          |
| 5.º | Santiago Buitrago | Bahrain Victorious                 | + 57 s          |
| 6.º | Wilco Kelderman   | Bora-Hansgrohe                     | + 57 s          |
| 7.º | Lucas Hamilton    | BikeExchange-Jayco                 | + 57 s          |
| 8.º | Andrea Vendrame   | AG2R Citroën Team                  | + 1 min 44 s    |
| 9.º | Rein Taaramäe     | Intermarché-Wanty-Gobert Matériaux | + 1 min 49 s    |
| 10.º | Pascal Eenkhoorn  | Jumbo-Visma                        | + 2 min 55 s    |

## Clasificaciones al final de la etapa

### Clasificación general(Maglia Rosa)
| \| Clasificación general \| Clasificación general \| Clasificación general \| Clasificación general \| Clasificación general \| \| Ciclista \| Ciclista \| Equipo \| Tiempo \| \| \| --------------------- \| --------------------- \| ---------------------------------- \| --------------------- \| --------------------- \| \| 1.º \| Juan Pedro López \| Trek-Segafredo \| 51 h 19 min 07 s \| \| \| 2.º \| Richard Carapaz \| Ineos Grenadiers \| + 12 s \| \| \| 3.º \| João Almeida \| UAE Team Emirates \| + 12 s \| \| \| 4.º \| Romain Bardet \| Team DSM \| + 14 s \| \| \| 5.º \| Jai Hindley \| Bora-Hansgrohe \| + 20 s \| \| \| 6.º \| Guillaume Martin \| Cofidis \| + 28 s \| \| \| 7.º \| Mikel Landa \| Bahrain Victorious \| + 29 s \| \| \| 8.º \| Domenico Pozzovivo \| Intermarché-Wanty-Gobert Matériaux \| + 54 s \| \| \| 9.º \| Emanuel Buchmann \| Bora-Hansgrohe \| + 1 min 09 s \| \| \| 10.º \| Pello Bilbao \| Bahrain Victorious \| + 1 min 22 s \| \| |                    |                                    |                  |
| |                    |                                    |                  |
| Fuente: ProCyclingStats |                    |                                    |                  |
| Clasificación general |                    |                                    |                  |
| Ciclista | Ciclista           | Equipo                             | Tiempo           |
| 1.º | Juan Pedro López   | Trek-Segafredo                     | 51 h 19 min 07 s |
| 2.º | Richard Carapaz    | Ineos Grenadiers                   | + 12 s           |
| 3.º | João Almeida       | UAE Team Emirates                  | + 12 s           |
| 4.º | Romain Bardet      | Team DSM                           | + 14 s           |
| 5.º | Jai Hindley        | Bora-Hansgrohe                     | + 20 s           |
| 6.º | Guillaume Martin   | Cofidis                            | + 28 s           |
| 7.º | Mikel Landa        | Bahrain Victorious                 | + 29 s           |
| 8.º | Domenico Pozzovivo | Intermarché-Wanty-Gobert Matériaux | + 54 s           |
| 9.º | Emanuel Buchmann   | Bora-Hansgrohe                     | + 1 min 09 s     |
| 10.º | Pello Bilbao       | Bahrain Victorious                 | + 1 min 22 s     |

### Clasificación por puntos(Maglia Ciclamino)
| Clasificación por puntos | Clasificación por puntos | Clasificación por puntos        | Clasificación por puntos | Clasificación por puntos |
| Ciclista                 | Ciclista                 | Equipo                          | Puntos                   |                          |
| ------------------------ | ------------------------ | ------------------------------- | ------------------------ | ------------------------ |
| 1.º                      | Arnaud Démare            | Groupama-FDJ                    | 185 pts                  |                          |
| 2.º                      | Fernando Gaviria         | UAE Team Emirates               | 99 pts                   |                          |
| 3.º                      | Mark Cavendish           | Quick-Step Alpha Vinyl          | 96 pts                   |                          |
| 4.º                      | Mathieu van der Poel     | Alpecin-Fenix                   | 90 pts                   |                          |
| 5.º                      | Giacomo Nizzolo          | Israel-Premier Tech             | 69 pts                   |                          |
| 6.º                      | Alberto Dainese          | Team DSM                        | 67 pts                   |                          |
| 7.º                      | Filippo Tagliani         | Drone Hopper-Androni Giocattoli | 58 pts                   |                          |
| 8.º                      | Simone Consonni          | Cofidis                         | 55 pts                   |                          |
| 9.º                      | Thomas de Gendt          | Lotto-Soudal                    | 53 pts                   |                          |
| 10.º                     | Stefano Oldani           | Alpecin-Fenix                   | 38 pts                   |                          |

### Clasificación de la montaña(Maglia Azzurra)
| Clasificación de la montaña | Clasificación de la montaña | Clasificación de la montaña     | Clasificación de la montaña | Clasificación de la montaña |
| Ciclista                    | Ciclista                    | Equipo                          | Puntos                      |                             |
| --------------------------- | --------------------------- | ------------------------------- | --------------------------- | --------------------------- |
| 1.º                         | Diego Rosa                  | Eolo-Kometa                     | 83 pts                      |                             |
| 2.º                         | Koen Bouwman                | Jumbo-Visma                     | 69 pts                      |                             |
| 3.º                         | Lennard Kämna               | Bora-Hansgrohe                  | 43 pts                      |                             |
| 4.º                         | Jai Hindley                 | Bora-Hansgrohe                  | 40 pts                      |                             |
| 5.º                         | Bauke Mollema               | Trek-Segafredo                  | 30 pts                      |                             |
| 6.º                         | Wout Poels                  | Bahrain Victorious              | 27 pts                      |                             |
| 7.º                         | Natnael Tesfatsion          | Drone Hopper-Androni Giocattoli | 26 pts                      |                             |
| 8.º                         | Davide Formolo              | UAE Team Emirates               | 25 pts                      |                             |
| 9.º                         | Romain Bardet               | Team DSM                        | 21 pts                      |                             |
| 10.º                        | Eduardo Sepúlveda           | Drone Hopper-Androni Giocattoli | 19 pts                      |                             |

### Clasificación de los jóvenes(Maglia Bianca)
| Clasificación del mejor joven | Clasificación del mejor joven | Clasificación del mejor joven | Clasificación del mejor joven | Clasificación del mejor joven |
| Ciclista                      | Ciclista                      | Equipo                        | Tiempo                        |                               |
| ----------------------------- | ----------------------------- | ----------------------------- | ----------------------------- | ----------------------------- |
| 1.º                           | Juan Pedro López              | Trek-Segafredo                | 51 h 19 min 07 s              |                               |
| 2.º                           | João Almeida                  | UAE Team Emirates             | + 12 s                        |                               |
| 3.º                           | Thymen Arensman               | Team DSM                      | + 1 min 27 s                  |                               |
| 4.º                           | Iván Ramiro Sosa              | Movistar Team                 | + 7 min 18 s                  |                               |
| 5.º                           | Santiago Buitrago             | Bahrain Victorious            | + 9 min 30 s                  |                               |
| 6.º                           | Pavel Sivakov                 | Ineos Grenadiers              | + 11 min 54 s                 |                               |
| 7.º                           | Mauri Vansevenant             | Quick-Step Alpha Vinyl        | + 15 min 46 s                 |                               |
| 8.º                           | Gijs Leemreize                | Jumbo-Visma                   | + 17 min 58 s                 |                               |
| 9.º                           | Vadim Pronskiy                | Astana Qazaqstan Team         | + 22 min 12 s                 |                               |
| 10.º                          | Luca Covili                   | Bardiani CSF Faizanè          | + 24 min 24 s                 |                               |

### Clasificación por equipos"Súper team"
| Clasificación por equipos | Clasificación por equipos          | Clasificación por equipos | Clasificación por equipos |
| Equipo                    | Equipo                             | Tiempo                    |                           |
| ------------------------- | ---------------------------------- | ------------------------- | ------------------------- |
| 1.º                       | Intermarché-Wanty-Gobert Matériaux | 53 h 49 min 23 s          |                           |
| 2.º                       | Bora-Hansgrohe                     | + 2 min 52 s              |                           |
| 3.º                       | Bahrain Victorious                 | + 7 min 09 s              |                           |
| 4.º                       | Trek-Segafredo                     | + 19 min 32 s             |                           |
| 5.º                       | Jumbo-Visma                        | + 19 min 45 s             |                           |
| 6.º                       | Ineos Grenadiers                   | + 25 min 05 s             |                           |
| 7.º                       | Team DSM                           | + 25 min 21 s             |                           |
| 8.º                       | Movistar Team                      | + 25 min 41 s             |                           |
| 9.º                       | Astana Qazaqstan Team              | + 39 min 49 s             |                           |
| 10.º                      | UAE Team Emirates                  | + 44 min 52 s             |                           |

## Abandonos
- Caleb Ewan (Lotto Soudal) no tomó la salida.[2]